# ریکی تاکاساکی
ریکی تاکاساکی (انگلیسی: Riki Takasaki؛ زادهٔ ۱۱ ژوئیهٔ ۱۹۷۰) بازیکن فوتبال اهل ژاپن است.
از باشگاه‌هایی که در آن بازی کرده‌است می‌توان به باشگاه فوتبال ساگان توسو، باشگاه فوتبال ناگویا گرامپوس، باشگاه فوتبال جف یونایتد ایچیهارا چیبا، و باشگاه فوتبال کاشیما آنتلرز اشاره کرد.